# Cebus yuracus
Cebus yuracus  (лат.) — вид приматов семейства цепкохвостых обезьян, обитающих в Южной Америке.

## Классификация
Ранее считался синонимом Cebus cuscinus, который тогда в ранег подвида входил в состав вида Белолобый капуцин, по результатам генетических исследований в 2013 году был выделен в отдельный вид.

## Описание
Длина тела самцов около 43 см, самок около 37 см, длина хвоста самцов около 47 см, самок около 45 см.

## Распространение
Встречается во влажных лесах верхней части бассейна Амазонки в южной Колумбии, восточном Эквадоре, северо-западном Перу и, возможно, в восточной Бразилии.